# Aster apinnatifidus
Aster apinnatifidus là một loài thực vật có hoa trong họ Cúc. Loài này được (Mat.) Makino mô tả khoa học đầu tiên.